# قیام‌های مردم هزاره ۱۸۸۸–۱۸۹۳
جنگ احیای استقلال هزارستان ۱۸۸۸–۱۸۹۳ یا نسل‌کشی مردم هزاره توسط عبدالرحمن، به قیام‌های مردم هزاره گفته می‌شود که بین سال‌های ۱۸۸۸ تا ۱۸۹۳ میلادی، در برابر اشغال هزارستان و ظلم حاکمان افغان (پشتون) در هزارستان به وقوع پیوست و در جریان آن بیش از ۶۰ درصد هزاره‌ها قتل‌عام شد و ۲۰ درصد دیگر فرار ممالک خارجه گردید طوریکه هزاره‌های امروزی افغانستان، بازماندگان همان ۲۰ درصد باقی‌مانده است. این جنگ پس از جنگ دوم افغان و انگلیس، هنگامی رخ داد که عبدالرحمن خان با امضای معاهده دیورند، نصف جغرافیای افغانستان کنونی را به قلمرو هند بریتانیا واگذار کرد و با حمایت انگلیس تلاش کرد تا ترکستان، هزارستان و کافرستان را اشغال و تحت کنترل خود درآورد. پس از حاکمیت کامل عبدالرحمان بر تمامیت ارضی افغانستان کنونی، او ظلم و سرکوب هزاره‌ها را آغاز کرد و به دلیل مقاومت هزاره‌ها پس از چندین نبرد سرنوشت‌ساز، نسل‌کشی را بر روی جمعیت هزارستان انجام داد، سرزمین‌های‌شان را غصب و بین پشتون‌ها توزیع کرد، زنان و مردان هزاره به‌عنوان برده فروخته شدند. از این واقعه به‌عنوان فاجعه‌بارترین رویداد تاریخ مدرن جغرافیای افغانستان کنونی یاد می‌شود.

## قیام اول
اولین قیام مردم هزاره علیه عبدالرحمن بین سال‌های ۱۸۸۸ و ۱۸۹۰ روی داد. زمانی که پسر عموی عبدالرحمن، محمد اسحاق، علیه او قیام کرد، رهبران قبیله هزاره‌های شیخ‌علی به حمایت از سردار اسحاق خان برخاستند. جمعیت قبیله پرنور شیخ‌علی در دو گروه شیعه و سنی قرار داشتند. عبدالرحمن از این موقعیت استفاده کرد و هزاره‌های سنی را در مقابل هزاره‌های شیعه قرار داد. این شورش کوتاه مدت بود و زمانی که عبدالرحمن کنترل خود را بر بخش‌های وسیعی از هزاره‌جات گسترش داد، سرکوب شد. او تمام روسای قبایل را اسیر، اعدام یا به زندان کابل فرستاد، مالیات‌های سنگین وضع کرد و مدیران افغان را به مکان‌های اشغالی فرستاد تا در آنجا مردم را بیشتر تحت تسلط خود داشته باشند. هزاره‌های قبیله شیخ‌علی خلع سلاح شدند، روستاهای غارت شدند و زمین‌های شان مصادره و به کوچی‌ها داده‌شد.

## میراث
عزای بین‌المللی هزاره در ۲۵ سپتامبر یک روز به نام روز سیاه هزاره برای قربانیان قیام هزاره‌ها در دهه ۱۸۹۰ است و هدف شان به رسمیت رساندن این فاجعه ننگین به‌عنوان یک نسل‌کشی است.

## یادداشت ها
1. ↑  of 132,000[۲] Hazara families 50% to 60% of their population was massacred[۳]